# Arestin beta 2
Arestin beta 2 (Beta arestin 2) je intracelularni protein koji je kod čoveka kodiran  genom.
Za članove arestin/beta-arestin proteinske familije se smatra da učestvuju u agonistom-posredovanoj desenzitizaciji G protein-spregnutih receptora i izazivaju specifično prigušenje ćelijskog odgovora na stimuluse kao što su hormoni, neurotransmiteri, ili senzorne signale, kao i da imaju zasebne signalne uloge. Za arestin beta 2, poput arestina beta 1, je pokazano da inhibira funkciju beta-adrenergičkog receptora in vitro. On je izražen u visokim nivoima u centralnom nervnom sistemu i učestvuje u regulaciji sinaptičkih receptora. Pored mozga, cDNK za arestin beta 2 je bila izolovana iz tiroidne žlezde, i stoga on možda učestvuje u hormon-specifičnoj desenzitizaciji TSH receptora. Više alternativno splajsovanih transkriptnih varijanti ovog gena je nađeno.
Ovaj protein može da interaguje sa agonistom DOI u signalizaciji  receptora.

## Interakcije
Za arestin beta 2 je pokazano da interaguje sa
- ,[12][13]
- ,[14]
- ,[15][16][17] and
- .[18]

## Literatura
1. ↑  Breivogel CS, Lambert JM, Gerfin S, Huffman JW, Razdan RK (2008). „Sensitivity to delta9-tetrahydrocannabinol is selectively enhanced in beta-arrestin2 -/- mice”. Behavioural Pharmacology. 19 (4): 298—307. PMC 2751575 . PMID 18622177. doi:10.1097/FBP.0b013e328308f1e6.
2. ↑  Li Y, Liu X, Liu C, Kang J, Yang J, Pei G, Wu C (2009). „Improvement of Morphine-Mediated Analgesia by Inhibition of beta-Arrestin 2 Expression in Mice Periaqueductal Gray Matter”. International Journal of Molecular Sciences. 10 (3): 954—63. PMC 2672012 . PMID 19399231. doi:10.3390/ijms10030954.
3. ↑  Zheng H, Loh HH, Law PY (2008). „Beta-arrestin-dependent mu-opioid receptor-activated extracellular signal-regulated kinases (ERKs) Translocate to Nucleus in Contrast to G protein-dependent ERK activation”. Molecular Pharmacology. 73 (1): 178—90. PMC 2253657 . PMID 17947509. doi:10.1124/mol.107.039842.
4. ↑  Ma L, Pei G (2007). „Beta-arrestin signaling and regulation of transcription”. Journal of Cell Science. 120 (Pt 2): 213—8. PMID 17215450. doi:10.1242/jcs.03338.
5. ↑  Defea K (2008). „Beta-arrestins and heterotrimeric G-proteins: collaborators and competitors in signal transduction”. British Journal of Pharmacology. 153 Suppl 1: S298—309. PMC 2268080 . PMID 18037927. doi:10.1038/sj.bjp.0707508.
6. ↑  Barki-Harrington L, Rockman HA (2008). „Beta-arrestins: multifunctional cellular mediators”. Physiology (Bethesda, Md.). 23: 17—22. PMID 18268361. doi:10.1152/physiol.00042.2007.
7. ↑  Patel PA, Tilley DG, Rockman HA (2009). „Physiologic and cardiac roles of beta-arrestins”. Journal of Molecular and Cellular Cardiology. 46 (3): 300—8. PMID 19103204. doi:10.1016/j.yjmcc.2008.11.015.
8. ↑  Golan M, Schreiber G, Avissar S (2009). „Antidepressants, beta-arrestins and GRKs: from regulation of signal desensitization to intracellular multifunctional adaptor functions”. Current Pharmaceutical Design. 15 (14): 1699—708. PMID 19442183. doi:10.2174/138161209788168038.
9. ↑  „Entrez Gene: ARRB2 arrestin, beta 2”.
10. ↑  Schmid CL, Raehal KM, Bohn LM (2008). „Agonist-directed signaling of the serotonin 2A receptor depends on beta-arrestin-2 interactions in vivo”. Proc. Natl. Acad. Sci. U.S.A. 105 (3): 1079—84. PMC 2242710 . PMID 18195357. doi:10.1073/pnas.0708862105.
11. ↑  Abbas A, Roth BL (2008). „Arresting serotonin”. Proc. Natl. Acad. Sci. U.S.A. 105 (3): 831—2. PMC 2242676 . PMID 18195368. doi:10.1073/pnas.0711335105.
12. ↑  Laporte SA, Oakley RH, Zhang J, Holt JA, Ferguson SS, Caron MG, Barak LS (1999). „The beta2-adrenergic receptor/betaarrestin complex recruits the clathrin adaptor AP-2 during endocytosis”. Proc. Natl. Acad. Sci. U.S.A. 96 (7): 3712—7. PMC 22359 . PMID 10097102. doi:10.1073/pnas.96.7.3712.
13. ↑  Kim YM, Benovic JL (2002). „Differential roles of arrestin-2 interaction with clathrin and adaptor protein 2 in G protein-coupled receptor trafficking”. J. Biol. Chem. 277 (34): 30760—8. PMID 12070169. doi:10.1074/jbc.M204528200.
14. ↑  Claing A, Chen W, Miller WE, Vitale N, Moss J, Premont RT, Lefkowitz RJ (2001). „beta-Arrestin-mediated ADP-ribosylation factor 6 activation and beta 2-adrenergic receptor endocytosis”. J. Biol. Chem. 276 (45): 42509—13. PMID 11533043. doi:10.1074/jbc.M108399200.
15. ↑  Wang P, Gao H, Ni Y, Wang B, Wu Y, Ji L, Qin L, Ma L, Pei G (2003). „Beta-arrestin 2 functions as a G-protein-coupled receptor-activated regulator of oncoprotein Mdm2”. J. Biol. Chem. 278 (8): 6363—70. PMID 12488444. doi:10.1074/jbc.M210350200.
16. ↑  Wang P, Wu Y, Ge X, Ma L, Pei G (2003). „Subcellular localization of beta-arrestins is determined by their intact N domain and the nuclear export signal at the C terminus”. J. Biol. Chem. 278 (13): 11648—53. PMID 12538596. doi:10.1074/jbc.M208109200.
17. ↑  Shenoy SK, Xiao K, Venkataramanan V, Snyder PM, Freedman NJ, Weissman AM (2008). „Nedd4 mediates agonist-dependent ubiquitination, lysosomal targeting, and degradation of the beta2-adrenergic receptor”. J. Biol. Chem. 283 (32): 22166—76. PMC 2494938 . PMID 18544533. doi:10.1074/jbc.M709668200.
18. ↑  Bhattacharya M, Anborgh PH, Babwah AV, Dale LB, Dobransky T, Benovic JL, Feldman RD, Verdi JM, Rylett RJ, Ferguson SS (2002). „Beta-arrestins regulate a Ral-GDS Ral effector pathway that mediates cytoskeletal reorganization”. Nat. Cell Biol. 4 (8): 547—55. PMID 12105416. doi:10.1038/ncb821.

## Dodatna literatura
- Lefkowitz RJ (1998). „G protein-coupled receptors. III. New roles for receptor kinases and beta-arrestins in receptor signaling and desensitization.”. J. Biol. Chem. 273 (30): 18677—80. PMID 9668034. doi:10.1074/jbc.273.30.18677.
- Attramadal H; Arriza JL; Aoki C;  . (1992). „Beta-arrestin2, a novel member of the arrestin/beta-arrestin gene family.”. J. Biol. Chem. 267 (25): 17882—90. PMID 1517224.
- Rapoport B, Kaufman KD, Chazenbalk GD (1992). „Cloning of a member of the arrestin family from a human thyroid cDNA library.”. Mol. Cell. Endocrinol. 84 (3): R39—43. PMID 1587386. doi:10.1016/0303-7207(92)90038-8.
- Calabrese G; Sallese M; Stornaiuolo A;  . (1995). „Chromosome mapping of the human arrestin (SAG), beta-arrestin 2 (ARRB2), and beta-adrenergic receptor kinase 2 (ADRBK2) genes.”. Genomics. 23 (1): 286—8. PMID 7695743. doi:10.1006/geno.1994.1497.
- Parruti G; Peracchia F; Sallese M;  . (1993). „Molecular analysis of human beta-arrestin-1: cloning, tissue distribution, and regulation of expression. Identification of two isoforms generated by alternative splicing.”. J. Biol. Chem. 268 (13): 9753—61. PMID 8486659.
- Le Gouill C, Parent JL, Rola-Pleszczynski M, Stanková J (1997). „Role of the Cys90, Cys95 and Cys173 residues in the structure and function of the human platelet-activating factor receptor.”. FEBS Lett. 402 (2-3): 203—8. PMID 9037196. doi:10.1016/S0014-5793(96)01531-1.
- Barak LS, Ferguson SS, Zhang J, Caron MG (1997). „A beta-arrestin/green fluorescent protein biosensor for detecting G protein-coupled receptor activation.”. J. Biol. Chem. 272 (44): 27497—500. PMID 9346876. doi:10.1074/jbc.272.44.27497.
- Laporte SA; Oakley RH; Zhang J;  . (1999). „The beta2-adrenergic receptor/betaarrestin complex recruits the clathrin adaptor AP-2 during endocytosis.”. Proc. Natl. Acad. Sci. U.S.A. 96 (7): 3712—7. PMC 22359 . PMID 10097102. doi:10.1073/pnas.96.7.3712.
- Cheng ZJ; Zhao J; Sun Y;  . (2000). „beta-arrestin differentially regulates the chemokine receptor CXCR4-mediated signaling and receptor internalization, and this implicates multiple interaction sites between beta-arrestin and CXCR4.”. J. Biol. Chem. 275 (4): 2479—85. PMID 10644702. doi:10.1074/jbc.275.4.2479.
- Lin F, Wang H, Malbon CC (2000). „Gravin-mediated formation of signaling complexes in beta 2-adrenergic receptor desensitization and resensitization.”. J. Biol. Chem. 275 (25): 19025—34. PMID 10858453. doi:10.1074/jbc.275.25.19025.
- McDonald PH; Chow CW; Miller WE;  . (2000). „Beta-arrestin 2: a receptor-regulated MAPK scaffold for the activation of JNK3.”. Science. 290 (5496): 1574—7. PMID 11090355. doi:10.1126/science.290.5496.1574.
- Luttrell LM; Roudabush FL; Choy EW;  . (2001). „Activation and targeting of extracellular signal-regulated kinases by beta-arrestin scaffolds.”. Proc. Natl. Acad. Sci. U.S.A. 98 (5): 2449—54. PMC 30158 . PMID 11226259. doi:10.1073/pnas.041604898.
- Cen B; Yu Q; Guo J;  . (2001). „Direct binding of beta-arrestins to two distinct intracellular domains of the delta opioid receptor.”. J. Neurochem. 76 (6): 1887—94. PMID 11259507. doi:10.1046/j.1471-4159.2001.00204.x.
- Oakley RH; Laporte SA; Holt JA;  . (2001). „Molecular determinants underlying the formation of stable intracellular G protein-coupled receptor-beta-arrestin complexes after receptor endocytosis*.”. J. Biol. Chem. 276 (22): 19452—60. PMID 11279203. doi:10.1074/jbc.M101450200.
- Miller WE; McDonald PH; Cai SF;  . (2001). „Identification of a motif in the carboxyl terminus of beta -arrestin2 responsible for activation of JNK3.”. J. Biol. Chem. 276 (30): 27770—7. PMID 11356842. doi:10.1074/jbc.M102264200.
- Claing A; Chen W; Miller WE;  . (2001). „beta-Arrestin-mediated ADP-ribosylation factor 6 activation and beta 2-adrenergic receptor endocytosis.”. J. Biol. Chem. 276 (45): 42509—13. PMID 11533043. doi:10.1074/jbc.M108399200.
- Hilairet S; Bélanger C; Bertrand J;  . (2001). „Agonist-promoted internalization of a ternary complex between calcitonin receptor-like receptor, receptor activity-modifying protein 1 (RAMP1), and beta-arrestin.”. J. Biol. Chem. 276 (45): 42182—90. PMID 11535606. doi:10.1074/jbc.M107323200.
- Shenoy SK, McDonald PH, Kohout TA, Lefkowitz RJ (2001). „Regulation of receptor fate by ubiquitination of activated beta 2-adrenergic receptor and beta-arrestin.”. Science. 294 (5545): 1307—13. PMID 11588219. doi:10.1126/science.1063866.
- Chen Z; Dupré DJ; Le Gouill C;  . (2002). „Agonist-induced internalization of the platelet-activating factor receptor is dependent on arrestins but independent of G-protein activation. Role of the C terminus and the (D/N)PXXY motif.”. J. Biol. Chem. 277 (9): 7356—62. PMID 11729201. doi:10.1074/jbc.M110058200.